# Василёк ложно-белочешуйчатый
Василёк ло́жно-белочешу́йчатый (лат. Centaurea pseudoleucolepis) — вид двудольных растений рода Василёк (Centaurea) семейства Астровые (Asteraceae). Впервые описан украинским ботаником Юрием Дмитриевичем Клеоповым в 1926 году.
Синоним — Centaurea margaritacea subsp. pseudoleucolepis (Kleopow) Dostál.

## Распространение и среда обитания
Узкоареальный эндемик Украины, известный из заповедника Каменные могилы в Донецкой области, на Приазовье.
Растёт на гранитных обнажениях, по трещинам в скалах.

## Ботаническое описание
Гемикриптофит.
Двулетнее травянистое растение высотой до 50 см.
Стебель прямостоячий, ветвящийся.
Листья перистые или дваждыперистонадрезанные.
Корзинка одиночная, мелкая, с цветками от бледно-розового до беловатого цвета; листочки обвёртки желтовато-зелёные.
Плод — тёмно-бурая семянка с беловатыми гранями.
Цветёт в июле и августе, плодоносит в августе и сентябре.
Число хромосом — 2n=18.

## Природоохранная ситуация
Информация об охранном статусе вида противоречива. Согласно данным Международного союза охраны природы, василёк ложно-белочешуйчатый является вымершим видом предположительно гибридного происхождения, не встречающимся в дикой природе с 1930-х годов (причины исчезновения по информации МСОП неизвестны). Однако в Красной книге Украины растение считается редким узкоареальным видом, по-прежнему встречающимся в природе и выращиваемым в двух ботанических садах страны.
Занесён в Красные книги Украины и украинской Донецкой области; ранее включался в Красную книгу СССР.